# I Heart You
Singles de Toni Braxton
Hands Tied
(2010) Hurt You
(2014)
I Heart You est une chanson de la chanteuse Toni Braxton, sortie le 29 mars 2012. La chanson n'est pour l'instant pas incluse dans un album. Elle est écrite et composée par Toni Braxton et Keri Lewis.

## Composition
"I Heart You" est un titre pop-dance,  qui fait allusion au sentiment de nostalgie pour un homme qui aime une autre femme. Comme le sentiment ne est pas réciproque, elle danse sur la piste de danse afin d'oublier ses ennuis.

## Performance commerciale
La chanson atteint la 1re place des charts Hot Dance Club Songs.

## Vidéoclip
La vidéo est dirigée par Bille Woodruff. Dans cette vidéo, on y voit Toni en train de chanter dans un cadre blanc, idyllique, sur un air doux, puis après danser avec des danseurs tantôt sur fond noir, tantôt sur fond blanc. Toni Braxton I Heart You vidéo officielle Youtube

## Pistes et formats
Téléchargement
1. "I Heart You" — 4:08

## Classement hebdomadaire
| Chart (2012)                        | Peak position |
| ----------------------------------- | ------------- |
| US Hot Dance Club Songs (Billboard) | 1             |